# Phạm Duy
Phạm Duy (Hanói, 5 de octubre de 1921 - Ho Chi Minh, 27 de enero de 2013) fue un compositor vietnamita. Es ampliamente considerado junto con Văn Cao y Trịnh Công Sơn una de las tres figuras más influyentes de la música moderna vietnamita (conocida como tân nhạc). La carrera de Pham Duy se prolongó durante setenta años. Compuso alrededor de 1000 canciones que dividió en diferentes periodos: folk, heart, espiritual, profana y canciones infantiles.
Falleció a los 91 años, el 27 de enero de 2013, un mes después de la muerte de su hijo Duy Quang.

## Canciones notables
Pham Duy ha escrito cerca de 1000 temas, de los más notables :
- 1954 - 1975
- Áo Anh Sứt Chỉ Đường Tà
- Bên Cầu Biên Giới
- Còn Chút Gì Để Nhớ (1972)
- Đưa Em Tìm Động Hoa Vàng
- Ðường Chiều Lá Rụng
- Hoa Rụng Ven Sông
- Kiếp Nào Có Yêu Nhau
- Kỷ Vật Cho Em
- Minh Họa Kiều
- Ngày Xưa Hoàng Thị
- Nghìn Trùng Xa Cách
- Thuyền Viễn Xứ (1970)
- Tình Ca (1953)
- Tình Hoài Hương (1952)
- Tổ khúc Bầy Chim Bỏ Xứ
- Trường ca Con Đường Cái Quan
- Trường ca Mẹ Việt Nam
- Việt Nam Việt Nam

## Libros publicados
- Phạm-Duy Musics of Vietnam traducido por Dale R. Whiteside - (1975).